# 紘龍一家
紘龍一家（こうりゅういっか）は、福島県郡山市に本部を置く暴力団で、指定暴力団稲川会の二次団体。旧称“寄居真会”。

## 来歴
1989年5月、住吉連合会本部長・小林楠扶（小林会会長）は、寄居一家寄居真会会長に舎弟盃を与えた。これをきっかけに住吉連合会と寄居一家の抗争事件が勃発した。

## 歴代総長
- 初代 - 遠藤貴嗣
- 二代目 - 秋山 進